# Александрин фон Мекленбург-Шверин
 Тази статия е за датската кралица Александрин.  За стиха вижте Александрин.  
Александрин Аугусте (на немски: Alexandrine Auguste) е германска принцеса и кралица на Дания, съпруга на датския крал Кристиан X.

## Биография
Александин е родена на 24 декември 1879 г. в Шверин, Германия. Тя е дъщеря на великия херцог на Мекленбург-Шверин Фридрих-Франц III и на великата руска княгиня Анастасия Михайловна.
На 26 април 1898 г. в Кан, Франция, осемнадесетгодишната принцеса Александрин се омъжва за принц Кристиян Датски, който по-късно се възкачва на датския престол като крал Кристиян X. Двамата имат две деца:
- Фредерик (1899 – 1972), бъдещият Фредерик IX
- Кнуд (1900 – 1976)

Александрин умира на 20 април 1952 г. в Копенхаген.